# Лист Мьобіуса (фільм)
«Лист Мьобіуса» — радянський короткометражний художній телевізійний фільм Свердловської кіностудії 1988 року за мотивами однойменного фантастичного оповідання Арміна Дейча

## Сюжет
У метрополітені, в якому щойно відкрилася нова гілка, зникає потяг № 86, який разом з пасажирами виїхав зі станції, але ні на наступній станції, ні в депо так не з'явився. Пошуки ні до чого не приводять.
Молодому математику Кості його дівчина, яка працює журналістом, розповідає по секрету про подію. Він приходить на прийом до начальника метрополітену і намагається пояснити йому, що поїзд все ще знаходиться в тунелях метро, але його просто не бачать. Однак той не сприймає його всерйоз, тому що тунелі на всіх лініях вже ретельно обстежені, і інші потяги безперешкодно по ним слідують.
Згодом керівництву метрополітену стає ясно, що поїзд дійсно знаходиться десь в метро. Так, потяг № 86 періодично фіксує автоматика в різних частинах метрополітену, він споживає електроенергію, але ніхто його не бачить, хоча шум його чути. Начальник метрополітену викликає Костю. Той висуває гіпотезу, що через відкриття нової гілки топологічна складність системи метрополітену змінилася, і потяг потрапив в четвертий вимір. Керівництво метрополітену припиняє рух потягів на новій гілці, але залишає на ній електрику на випадок, якщо потяг раптом повернеться.
Проходить майже два місяці. Після чергової наради в метрополітені Костя повертається додому на метро. Раптом він звертає увагу, що у сидячого поруч пасажира газета датована днем, коли пропав потяг № 86. Він вибігає на найближчій станції і дзвонить начальнику метрополітену, повідомляючи йому, що потяг № 86, нарешті, повернувся і можна відключити електроенергію на новій гілці і зовсім її закрити. Однак начальник метрополітену говорить: «Пізно. Зник потяг № 143».

## У ролях
- Олександр Пономарьов —  Костя, Костянтин Михайлович Малишев
- Борис Бреславський —  Олексій Миколайович, начальник метрополітену
- Володимир Сальников —  Гуляєв, помічник начальника метрополітену

## Знімальна група
- Режисер — Леонід Партігул
- Сценарист — Володимир Грибанов
- Оператор — Володимир Ламберг